# Первобацунский
Первобацунский (бел. Першабацунскі) — упразднённый посёлок в Кривском сельсовете Буда-Кошелёвского района Гомельской области Белоруссии.

## География

### Расположение
В 27 км на юг от районного центра и железнодорожной станции Буда-Кошелёвская (на линии Жлобин — Гомель), 33 км от Гомеля.

## Транспортная сеть
Транспортные связи по просёлочной, затем автомобильной дороге Жлобин — Гомель. Застройка деревянная усадебного типа.

## История
Основан в начале 1920-х годов переселенцами преимущественно из деревня Бацунь. В 1930 году жители посёлка вступили в колхоз. В 1959 году в составе колхоза «Красный путь» (центр — деревня Бацунь).
13 января 2016 года посёлок Первобацунский упразднён.

## Население

### Численность
- 2004 год — 5 хозяйств, 6 жителей

### Динамика
- 1959 год — 47 жителей (согласно переписи)
- 2004 год — 5 хозяйств, 6 жителей